# Astronautique

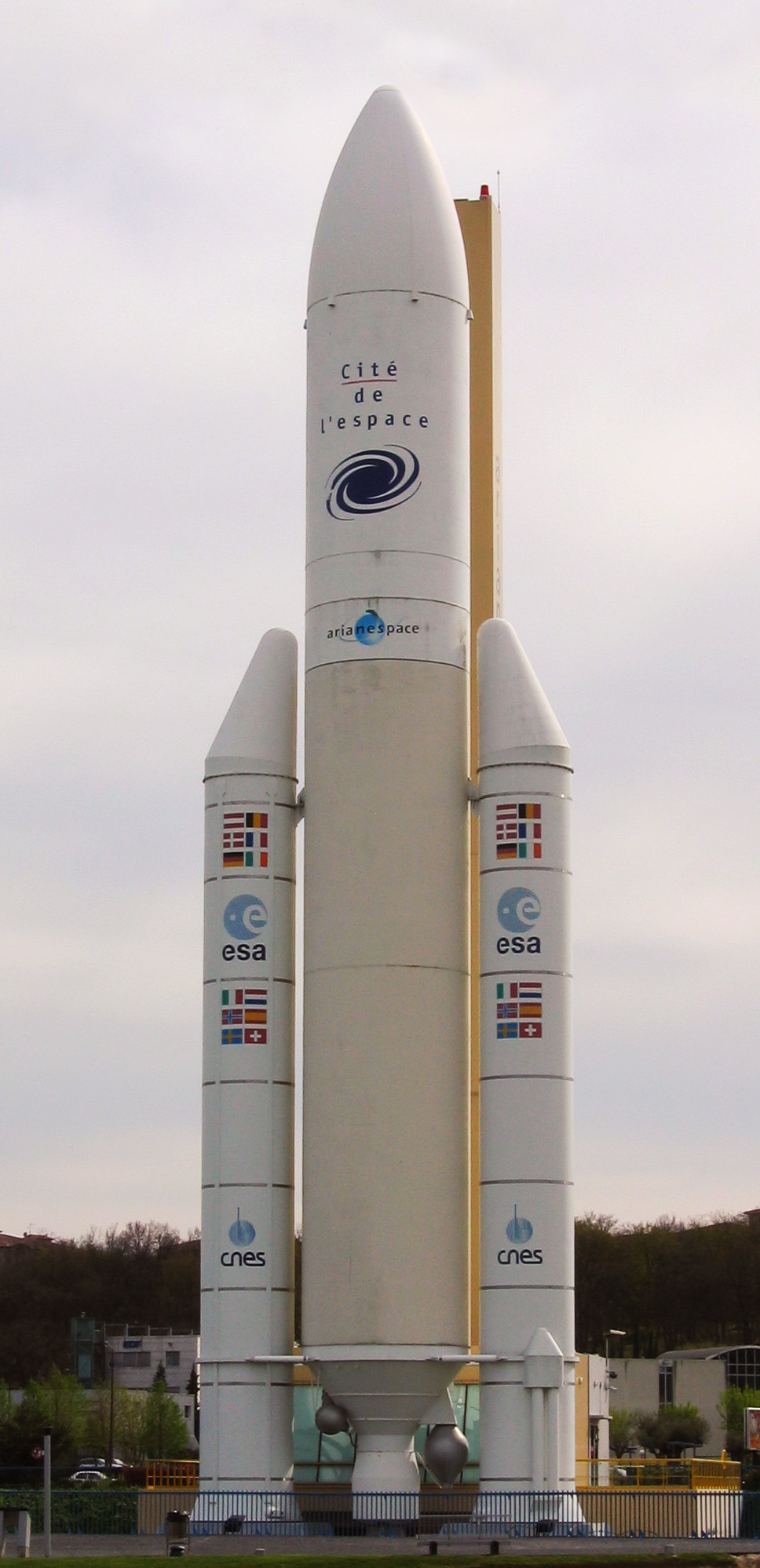
Maquette en vraie grandeur du lanceur Ariane 5 de l'ESA à la Cité de l'espace.

L'astronautique ou cosmonautique est constituée par l'ensemble des sciences et des techniques visant à envoyer dans l'espace extraterrestre un véhicule habité ou non, à naviguer à l'extérieur de l'atmosphère terrestre, et à exploiter des engins spatiaux.

## Terminologie
Le terme « astronaute » a été inventé par l'écrivain et académicien belgo-français J.-H. Rosny aîné. L'adjectif « astronautique » est utilisé dans son roman Les Navigateurs de l'infini publié en 1925.

André Hirsch raconte dans une interview le déroulement de la première réunion du Comité pour la promotion des voyages dans l’espace : 

« En 1927, à la première réunion du comité, nous avions la chance d'avoir parmi nous le président de l'Académie Goncourt qui s'appelait J.-H. Rosny aîné. Robert Esnault-Pelterie avait proposé pour cette science nouvelle, qu'il fallait bien tout de même baptiser, le nom de « sidération » par parallèle avec l'aviation. Mais nous avons trouvé le titre un peu ridicule et, après avoir proposé le mot « cosmonautique », J.-H. Rosny aîné a proposé le mot « astronautique » qui a été adopté à l'unanimité et qui, on peut le dire, a fait le tour du monde. Dans le monde entier, aujourd'hui, cette recherche, cette science nouvelle, s'appelle l'astronautique »

— André Hirsch, « Interview sur Robert Esnault-Pelterie (14 mai 1959) », sur jhrosny.overblog.com (consulté le 19 mars 2015)
.

## Définition
L'astronautique est la branche de la science et de la technique qui traite de l'envoi de vaisseaux, de sondes au-delà de l'atmosphère terrestre dans le cadre de l'exploration spatiale ; ceux-ci fonctionnant soit automatiquement soit avec un équipage. Elle se définit aussi comme la science qui s'occupe de la technologie des voyages spatiaux.
L'astronautique est aussi connue par analogie avec l'astronomie, l'aéronautique et l'aérospatiale. Comme en aéronautique, les limites concernent le poids et la force externe nécessaire au décollage. Dans les missions spatiales les conditions sont extrêmes : vide spatial, rayonnement émis par le Soleil, écarts de températures, ceintures de radiations terrestres, violence de la rentrée atmosphérique, entre autres.
L'astronautique a de nombreux objectifs, notamment :
- mise en orbite :
  - développer des moteurs-fusées performants et/ou délivrant de fortes poussées,
  - améliorer l'indice structurel des lanceurs,
  - rechercher des solutions permettant la réutilisation de tout ou partie du lanceur,
  - de manière générale, abaisser les coûts de mise en orbite.
- dans l'espace :
  - développer des moteurs performants pour les vols interplanétaires,
  - développer des systèmes de contrôle de l'orientation des engins spatiaux performants et légers,
  - améliorer le rendement des systèmes de production d'énergie,
  - accroître les performances des systèmes de télécommunications,
  - améliorer les systèmes de protection thermique dans l'espace et lors des rentrées atmosphériques,
  - améliorer les systèmes de protection contre les radiations,
  - développer des systèmes de navigation, de gestion de bord autonomes et fiables dans des situations complexes : manœuvres, navigation de rovers au sol…
- développement de charges utiles :
  - miniaturiser les instruments, réduire leur consommation.

L'ingénierie spatiale est une branche de l'ingénierie qui s'occupe des problèmes techniques liés à l'astronautique.

## Techniques

### Techniques principales
- Les véhicules spatiaux
- Le vol spatial
- La station spatiale
- Les sorties extravéhiculaires
- La propulsion spatiale

### Techniques associées

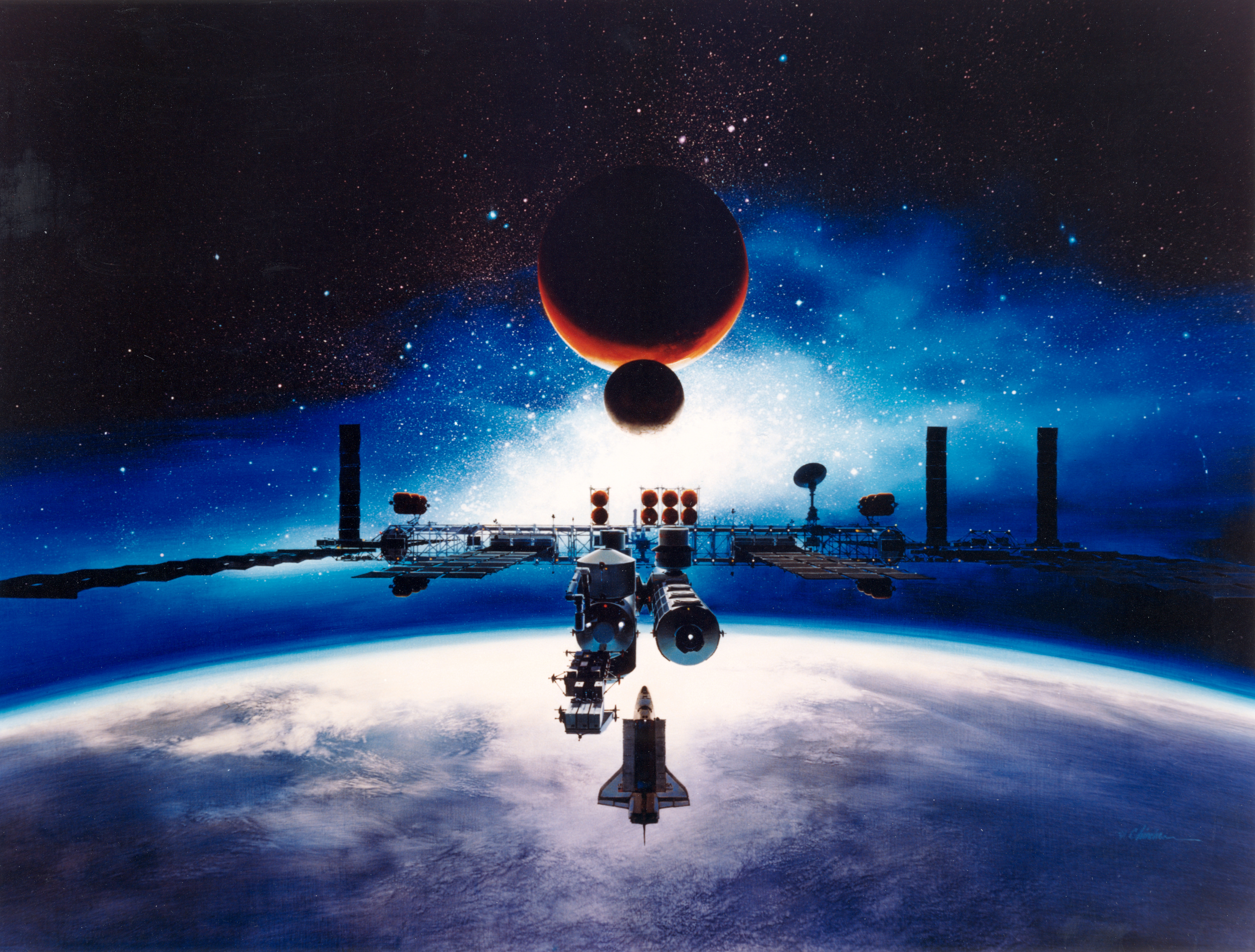
Vue d'artiste du projet de la station spatiale Freedom, devenue la Station spatiale internationale depuis 1993.

L'astronautique se divise en d'autres disciplines :
- Mathématiques spatiales
- Mécanique spatiale
- Balistique
- Aérospatiale
- Astronavigation
- Colonisation de l'espace
- Médecine spatiale
- Missions sur Mars
- Ingénierie spatiale
- Construction d'astronefs

## Historique

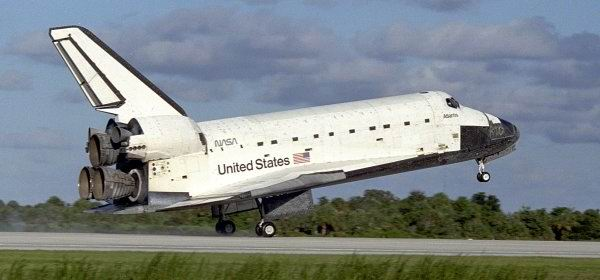
Atterrissage de la navette spatiale Atlantis au Kennedy Space Center (Floride, États-Unis)

Initialement, l'astronautique était une discipline totalement théorique. Les premiers qui ont envisagé la possibilité du voyage spatial ont été les écrivains du fantastique comme Jules Verne et H. G. Wells. Les débuts pratiques de l'astronautique sont dus à l'invention du réacteur à propulsion liquide. Les premières personnes qui ont contribué magistralement au développement de l'astronautique ont été Constantin Tsiolkovski, Hermann Oberth, Robert Goddard qui en 1926 lança la première fusée à ergols liquides et Wernher von Braun qui mit au point le premier missile balistique V2 fonctionnant grâce à un moteur-fusée.
Mettant en œuvre des véhicules dérivés d'armes de guerre (missiles), la technique s'est ensuite rapidement développée, sous sa forme actuelle, dans le contexte historique de la guerre froide, mettant en compétition Américains et Soviétiques, pour des raisons de notoriété (premiers spoutniks) et stratégiques (observation des infrastructures ennemies, port de charges militarisées).
Von Braun devint, après la Seconde Guerre mondiale, le principal artisan du programme spatial américain ; c'est grâce à sa Saturn V que l'envoi d'astronautes sur la Lune fut possible. Sergueï Korolev est renommé pour son véhicule porte-satellite Spoutnik, lancé le 4 octobre 1957, et sa fusée transportant Youri Gagarine, le premier cosmonaute, lancée le 12 avril 1961.
Des raisons commerciales et politiques ont amené l'Europe à lancer un programme spatial (port et mise en orbite de satellites de communications, d'observations) comme les autres puissances spatiales ; les Américains et les Soviétiques ont commencé, de leur côté, à construire des stations spatiales à des fins scientifiques.

## Programmes actuels et futurs

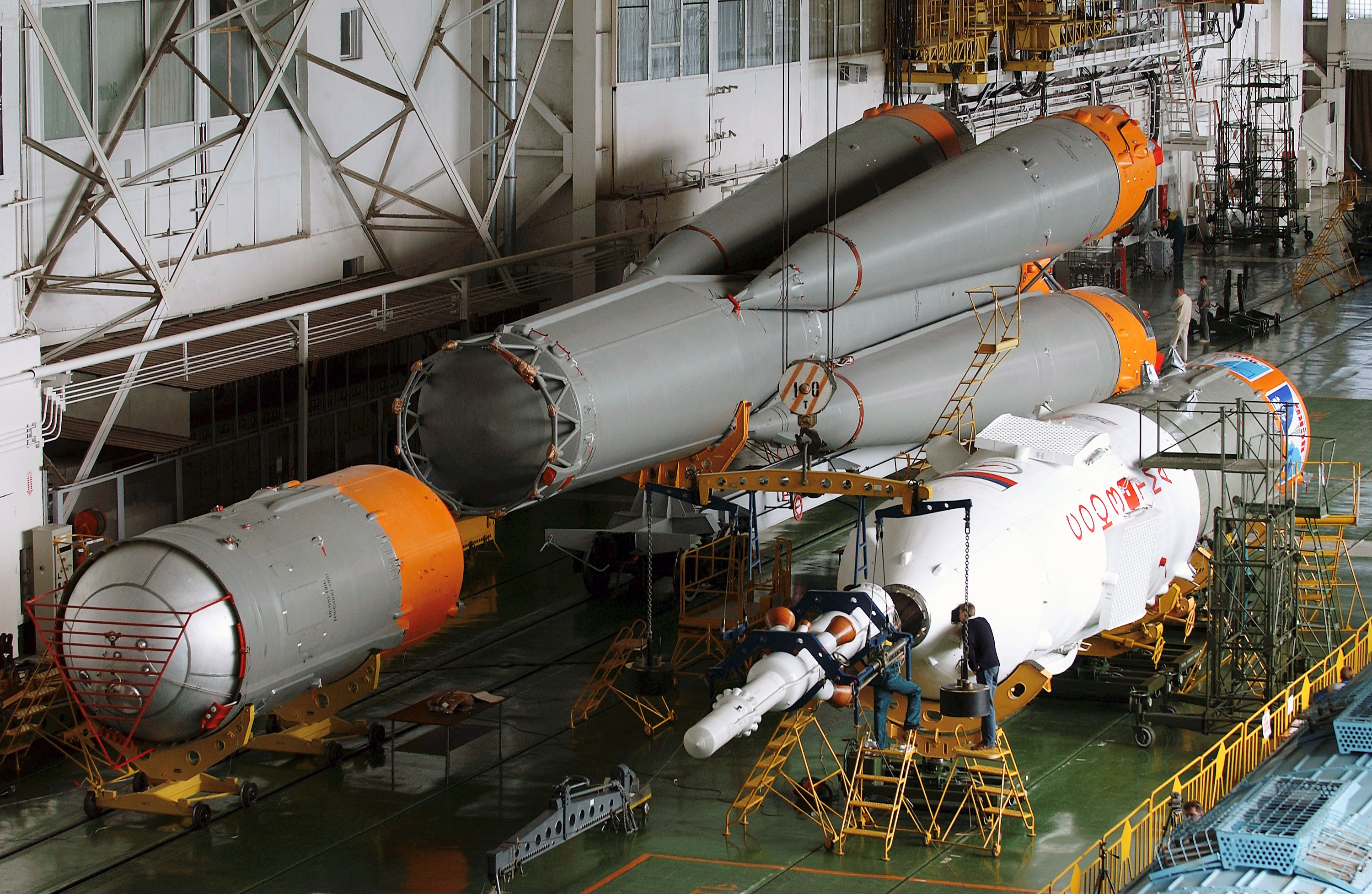
Assemblage d'une fusée Soyouz-FG pour la mission TMA-5 (2004). Le troisième étage (à gauche) n'est pas encore assemblé, la coiffe, la tour de sauvetage et la capsule sont à droite.

Jusqu'à présent l'astronautique s'est concentrée principalement sur la mise en orbite de satellites artificiels, mais aussi sur d'autres grandes réalisations : l'envoi d'hommes sur la Lune (programme Apollo), la construction de stations spatiales telles que Skylab, Mir ou l'ISS, l'envoi de sondes vers les planètes du système solaire et leurs satellites comme Titan. Pour le futur, le retour de l'Homme sur la Lune ou des missions avec des équipages humains vers Mars sont envisagés et, avant, la construction d'une colonie spatiale permanente d'astronautes pour préparer ces grands voyages interplanétaires.
Certains projets sont annulés pour raisons techniques ou budgétaires, comme le X-33 / VentureStar de la NASA, qui devait succéder aux navettes spatiales ainsi que le Programme Constellation, qui fait aussi partie du projet d'exploration lunaire.
Dans les années 2010, le secteur privé aérospatial se développe de plus en plus, avec la mouvance du new space. Une entreprise en particulier, Space X, révolutionne le secteur du transport spatial avec ses lanceurs Falcon 9 (premier étage réutilisable) puis Starship (entièrement réutilisable), qui font baisser le coût d'accès à l'espace. Les États-Unis décident de confier au secteur privé des parties de plus en plus importants de leur programme spatial, du transport de cargo vers la Station Spatiale Internationale, jusqu'aux atterrisseurs lunaires du programme Artémis. Le secteur privé se développe aussi dans d'autres parties du monde, comme l'Europe ou la Chine.

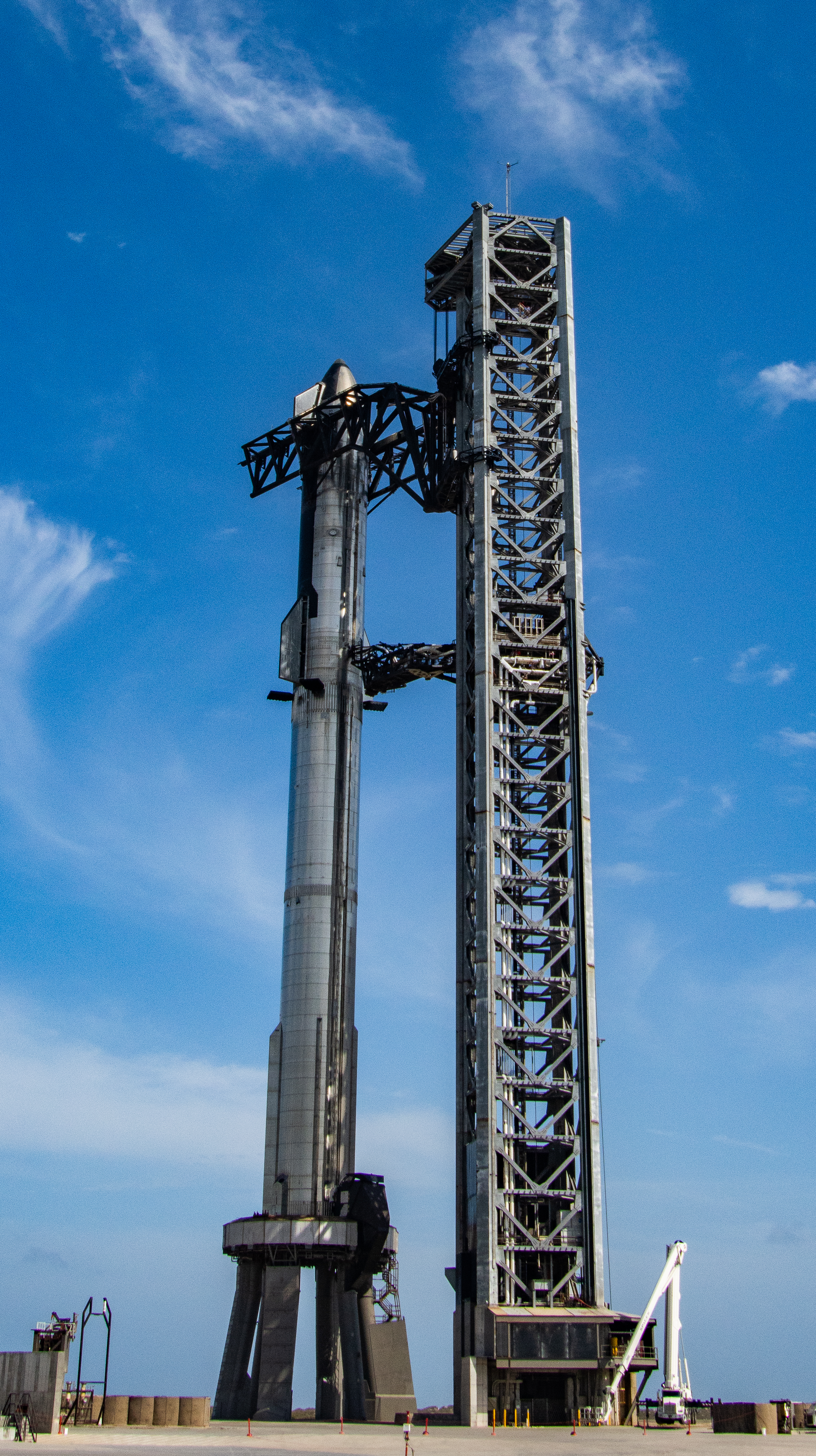
Le lanceur lourd Starship, développé par Space X dans la décennie 2020.

### Articles connexes

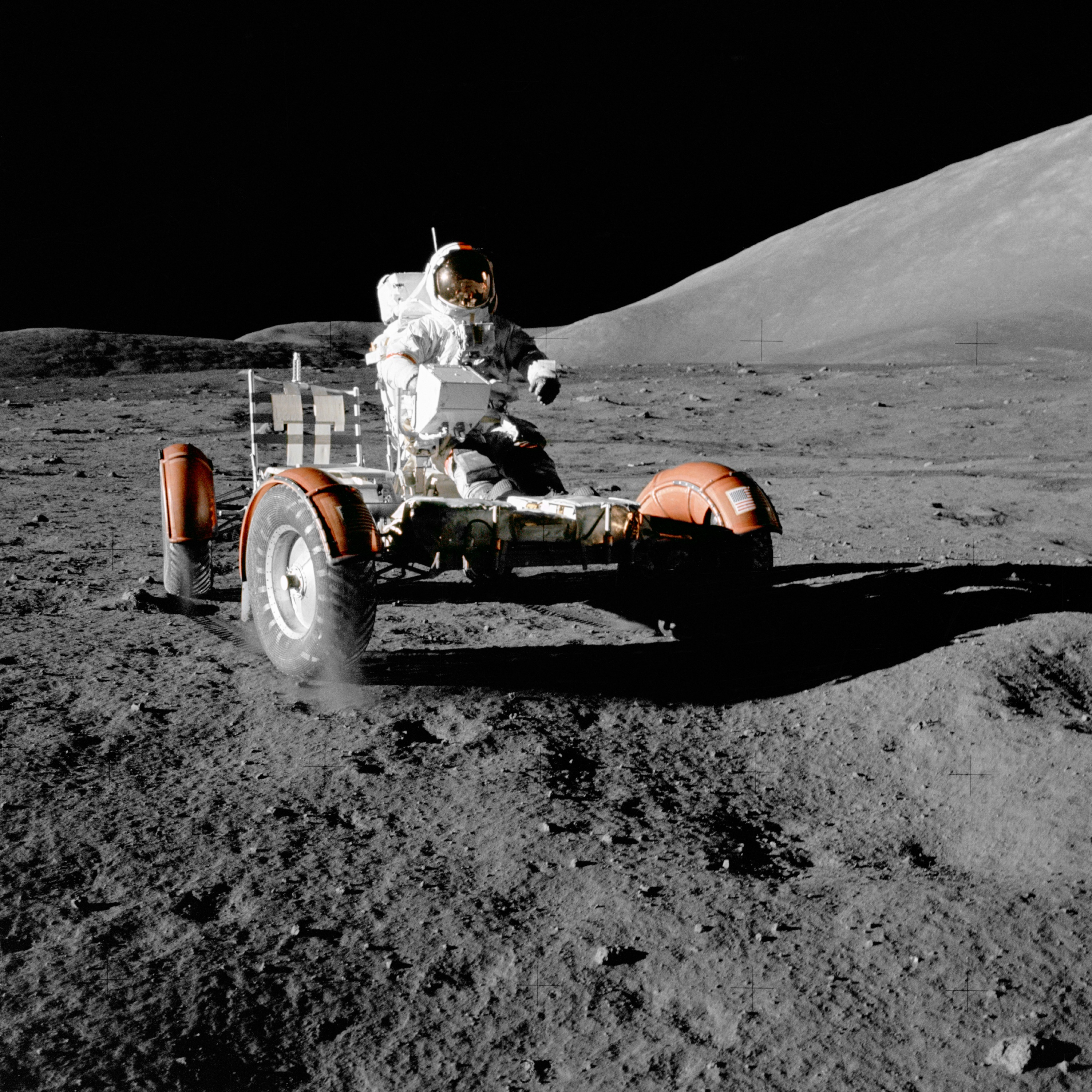
On a roulé sur la Lune.